# 언간

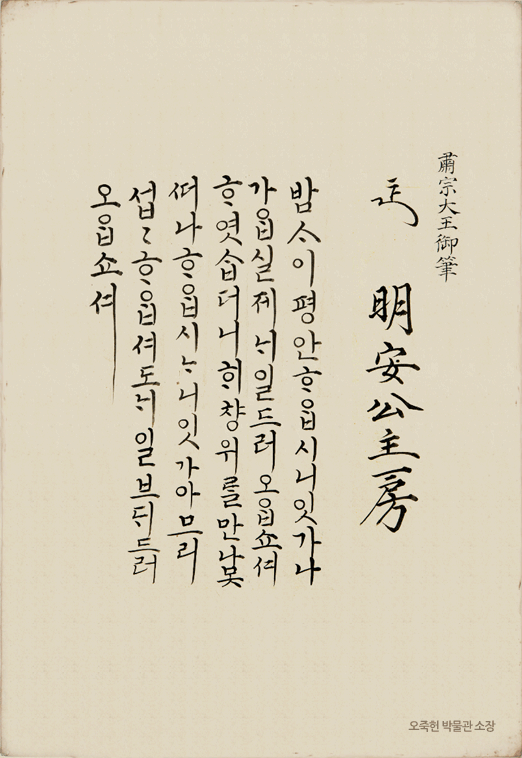
숙종이 명성왕후에게 보낸 편지 (대한민국 보물 제1220호)

언간(諺簡)은 조선 시대에 한글로 쓴 편지를 말한다. 문어체보다는 구어체가 많은 점, 생활에 더 밀접한 어휘가 보이는 점 등에서 한국어를 연구하기 위한 자료로 활용된다.

## 문헌
- 순천 김씨 묘 출토 간찰(1565~1575)
- 근조내간선(16세기 말)
- 진주 하씨 묘 출토 언간(17세기)
- 신한첩(17세기)
  - 숙명신한첩
  - 신한첩 곤
- 명안공주 관련 유물 중 한글 편지
- 선세언독(18세기)
- 선찰(18세기)
- 정조 어필 한글 편지첩(18세기 말)
- 은진 송씨 송준길 · 송규렴 가문 한글 간찰 (19세기 초)